# Kånna församling
Kånna församling var en församling i Sunnerbo kontrakt i Växjö stift och i Ljungby kommun i Kronobergs län. Församlingen uppgick 2006 i Södra Ljunga församling.
Församlingskyrka var Kånna kyrka.

## Administrativ historik
Församlingen har medeltida ursprung. 
Församlingen var under medeltiden annexförsamling i (Södra) Ljunga pastorat, sedan från slutet av 1500-talet till 1962 annexförsamling i pastoratet Angelstad, Ljungby (från 1 maj 1919 moderförsamling) och Kånna. Från 1962  var den annexförsamling i pastoratet Södra Ljunga, Hamneda och Kånna, där från 1992 också Nöttja församling ingick.Församlingen uppgick 2006 i Södra Ljunga församling.
Församlingskod var 078107.